# Jesu, nun sei gepreiset
Jesu, nun sei gepreiset (Jésus, sois loué) (BWV 41), est une cantate religieuse de Jean-Sébastien Bach composée à Leipzig en 1724.

## Histoire et livret
Bach écrit cette cantate en 1724, au cours de sa deuxième année à Leipzig, pour la fête de la circoncision de Christ, qui tombe le 1er janvier.Pour cette destination liturgique, cinq autres cantates ont franchi le seuil de la postérité : les BWV 16, 143, 171, 190 et 248/4 (quatrième cantate de l'Oratorio de Noël). Pour cette raison la cantate est parfois associée, à tort, à la célébration du Jour de l'an ou à la célébration de la fête du Saint Nom de Jésus. La cantate fut créée le 1er janvier 1725 et a été reprise au moins une fois durant la vie de Bach, entre 1732 et 1735. Cette même année 1724, Bach compose un cycle de cantates chorales, commencé le premier dimanche après la Trinité de 1724.
Les lectures prescrites pour la journée sont Galates 3: 23-29 et Luc 2: 21.
Le livret est d'auteur inconnu à l'exception du premier et dernier mouvement qui reprennent une poésie de Johannes Hermann (également Thomaskantor) en 1593 pour l'hymne homonyme,,.
Le thème du choral pour les mouvements 1 et 6 est Jesu, nun sei gepreiset (Zahn 8477a) par Melchior Vulpius qui le publia dans son Ein schön Geistlich Gesangbuch imprimé à Iéna en 1609. Un autre thème « emprunté » se trouve dans le mouvement 5 où le récitatif intègre des parties du Die Litanei attribué à Martin Luther.

## Structure et instrumentation
L’œuvre est composée pour trois hautbois, trois trompettes, timbales, deux violons, alto, violoncello piccolo da spalla et basse continue (orgue), et quatre solistes (alto, soprano, ténor, basse) et un chœur à quatre voix.
1. chœur : Jesu, nun sei gepreiset .
2. aria (soprano) : Laß uns, o höchster Gott
3. récitatif (alto) : Ach! deine Hand, dein Segen muss allein
4. aria (ténor) : Woferne du den edlen Frieden
5. récitatif et chœur (basse) : Doch weil der Feind bei Tag und Nacht
6. choral : Dein ist allein die Ehre

## Musique
Dans le chœur d'ouverture, une fantaisie chorale, Bach est confronté au problème de structurer la strophe inhabituellement longue (14 vers) et une répétition supplémentaire des deux premiers vers, comme il semble qu'il est accoutumé à Leipzig. Le concerto de l'orchestre est dominé par un motif en syncope de fanfare des trompettes. Dans les quatre premiers vers, répétés dans les quatre suivants et les deux derniers, la soprano chante le cantus firmus, avec les voix les plus graves en polyphonie libre. Les vers 9 et 10, qui parlent d' in guter Stille (« en bon silence ») sont marqués adagio, le chœur chante en homophonie à trois temps, accompagné par l'orchestre sans trompettes. Les vers 11 et 12, répétés en 13 et 14, sont une fugato presto, avec les instruments jouant colla parte, exprimant Wir wollen uns dir ergeben (« Nous voulons nous consacrer à toi »), une « nouvelle consécration enthousiaste aux valeurs spirituelles ». Le sujet fugué est dérivé de la première phrase de la mélodie du choral. Les vers 15 et 16 répètent les vers 1 et 2 et disent behüt Leib, Seel und Leben (« Protège notre corps, notre âme et notre vie »),.
En revanche, les deux arias sont écrites comme de la musique de chambre. La première aria est chantée par la soprano, accompagnée de trois hautbois en une mesure pastorale à 6/8 temps. Un court récitatif secco mène à une aria pour ténor, dominée par un violoncelle piccolo obbligato en un mouvement expansif. Le dernier récitatif pour basse comprend un vers du Deutsche Litanei (« litanie allemande ») de Martin Luther, que Bach dispose pour chœur en quatre parties, marqué allegro, comme si l'assemblée rejoignait la prière de l'individu. Le choral de clôture correspond au premier mouvement. Les vers sont séparés à plusieurs reprises par son motif de trompettes, les trompettes se taisent dans les vers 9 à 14, les vers 11 à 14 sont dans une mesure à 3/4, la fanfare finale rappelle le début.
John Eliot Gardiner note que Bach parvient à suggérer le cycle de l'année en terminant à la fois le premier mouvement et la fin de la cantate comme l'œuvre a commencé, comme une « clôture du cercle ».

## Source
- (en) Cet article est partiellement ou en totalité issu de l’article de Wikipédia en anglais intitulé « Jesu, nun sei gepreiset, BWV 41 » (voir la liste des auteurs).